# Persiculida
De Persiculida zijn een orde van zeekomkommers (Holothuroidea).

## Families en genera nog niet aan een familie toegewezen
- Familie Gephyrothuriidae Koehler & Vaney, 1905
- Familie Molpadiodemidae Miller, Kerr, Paulay, Reich, Wilson, Carvajal & Rouse, 2017
- Familie Pseudostichopodidae Miller, Kerr, Paulay, Reich, Wilson, Carvajal & Rouse, 2017
- Genus Benthothuria Perrier R., 1898
- Genus Hadalothuria Hansen, 1956
- Genus Hansenothuria Miller & Pawson, 1989
- Genus Oloughlinius Pawson & Pawson in Pawson et al., 2015